# Fédération finlandaise d'athlétisme
La Fédération finlandaise d'athlétisme (en finnois Suomen Urheiluliitto, en suédois Finlands Friidrottsförbund) est la fédération nationale d'athlétisme de Finlande.
Connue sous l'acronyme SUL depuis 1932, elle est membre de l'Association européenne d'athlétisme et de l'IAAF (elle fait partie de cette dernière depuis le premier congrès IAAF à Stockholm en 1912).
De 1928 jusqu'en 1947, elle a été présidée par Urho Kekkonen qui en est devenu le président d'honneur par la suite.
Avant de changer de nom en 1932, elle portait le nom de Suomen Valtakunnan Urheiluliitto (SVUL), fondée en 1906, pendant le Grand-duché de Finlande.